# Jennifer Hudson (álbum)
Jennifer Hudson é o álbum de estreia da cantora estadunidense Jennifer Hudson. Lançado originalmente pela Arista Records em 2008, o álbum é resultado do trabalho de vários produtores e compositores, incluindo Rock City, Missy Elliott, Brian Kennedy, Ne-Yo, Salaam Remi, T-Pain, Tank, Timbaland e The Underdog.
O álbum recebeu críticas mistas e estreou em segundo lugar na Billboard 200 e na Top R&B/Hip-Hop Albums, com 217 mil cópias vendidas na semana do lançamento. Um sucesso comercial, o álbum foi certificado em ouro pela RIAA pela marca de 500 mil cópias vendidas. Hudson lançou três singles do mesmo álbum, incluindo "Spotlight", que alcançou as primeiras colocações na Billboard Hot R&B/Hip-Hop Songs e na UK Singles Chart.
Hudson promoveu o álbum em inúmeras aparições públicas, incluindo uma turnê com Robin Thicke entre março e maio de 2009. No mesmo ano, Hudson recebeu três Prêmios NAACP Image por "Artista Revelação", "Álbum Revelação" e "Grupo Revelação"; além de ter sido indicada a quatro Prêmios Grammy, vencendo na categoria de "Melhor Álbum R&B". Uma edição especial do álbum foi lançada na plataforma iTunes em 24 de fevereiro de 2009.

## Antecedentes
Em janeiro de 2002, Hudson assinou contrato com a Righteous Records, uma gravadora independente sediada em Chicago. Em 2004, Hudson foi liberada de seu contrato pelo presidente da gravadora, David Johnson, para participar da terceira temporada da série American Idol em Atlanta. Hudson foi a finalista mais votada do Top 9 após uma performance da canção "Circle of Life", porém semanas depois foi eliminada do programa com uma performance de "Weekend in New England", pela qual ficou em sétima colocação.
Em novembro de 2005, Hudson foi chamada para o papel de Effie White na adaptação cinematográfica do musical Dreamgirls, também estrelado por Jamie Foxx, Beyoncé Knowles e Eddie Murphy. Os produtores insistiram em incluir alguém menos conhecido no papel, em paralelo à interpretação de Jennifer Holliday no musical. Hudson e outras 782 atrizes participaram dos testes para o papel, entre as quais Fantasia Barrino, Raven-Symoné e Patina Miller. Hudson foi selecionada para o papel e sua performance rendeu-lhe diversos prêmios, incluindo um Oscar de Melhor Atriz Coadjuvante, um Globo de Ouro, um BAFTA e um Prêmio SAG. Hudson foi particularmente elogiada por sua interpretação da canção "And I Am Telling You I'm Not Going", a canção assinatura da personagem, que havia sido gravada e havia atingido o status de canção principal pela performance de Jennifer Holliday. No entanto, a versão de Hudson entrou para a Billboard Hot 100 em 98º lugar em janeiro de 2007.
Em setembro de 2006, Hudson cantou "Over It" no programa Morning News da FOX Chicago. Na entrevista, a cantora afirmou que a canção seria incluída em seu primeiro álbum, a ser lançado em 2007; contudo, isto foi antes de seu contrato com uma gravadora. Em novembro de 2006, foi anunciada a contratação de Hudson pela J Records, um selo pertencente ao conglomerado Sony BMG.

## Lançamento e publicidade

### Singles
O primeiro single, "Spotlight", escrito e produzido por Ne-Yo e Stargate, estreou nas rádios em 9 de junho de 2008, e no dia seguinte foi disponibilizado para download digital. A canção alcançou a 24ª posição na Billboard Hot 100 e a 1ª posição na Billboard Hot R&B/Hip-Hop Songs, permanecendo por duas semanas consecutivas. Em setembro de 2008, "Spotlight" ficou em 11º lugar na UK Airplay Chart.
O segundo single do álbum, "If This Isn't Love", foi lançado em 24 de fevereiro de 2009. "My Heart" estava previsto como o segundo single para ser lançado em outubro de 2008, porém por conta de problemas familiares, Hudson adiou o lançamento para janeiro de 2009. O single teve, então, seu título alterado para "If This Isn't Love". Nas paradas musicais, a canção não obteve o sucesso esperado, apesar de ter alcançado as cinco primeiras posições na Billboard Hot R&B/Hip-Hop Songs.
"Giving Myself", o terceiro e último single do álbum, estreou nas rádios em 2 de junho de 2009. E terminou na Billboard Hot R&B/Hip-Hop Songs em 84º lugar.

## Faixas
| N.º            | Título                                | Compositor(es)                                                                     | Produtor(es)                     | Duração |  |
| 1.             | "Spotlight"                           | Mikkel S. Eriksen, Tor Erik Hermansen, Shaffer Smith                               | Stargate, Ne-Yo                  | 4:10    |  |
| 2.             | "If This Isn't Love"                  | Brian Kennedy, Theron Thomas, Timothy Thomas                                       | Brian Kennedy                    | 3:36    |  |
| 3.             | "Pocketbook" (com Ludacris)           | Christopher Bridges, Hannon Lane, Timothy Mosley, Candice Nelson, James Washington | Timbaland, Jim Beanz             | 3:18    |  |
| 4.             | "Giving Myself"                       | Robin Thicke                                                                       | Robin Thicke, Pro Jay            | 4:15    |  |
| 5.             | "What's Wrong (Go Away)" (com T-Pain) | Sara Stokes, Faheem Najm                                                           | T-Pain                           | 3:47    |  |
| 6.             | "My Heart"                            | Johntá Austin, Jamal Jones, Brian Kennedy, Jason Perry                             | Polow da Don                     | 3:33    |  |
| 7.             | "You Pulled Me Through"               | Diane Warren                                                                       | Harvey Mason, Jr., Brian Kennedy | 3:40    |  |
| 8.             | "I'm His Only Woman" (com Fantasia)   | Melissa Elliott, Jack Splash, Jazmine Sullivan                                     | Missy Elliott, Jack Splash       | 4:18    |  |
| 9.             | "Can't Stop the Rain"                 | Amund Bjorklund, T. Hermansen, Espen Lind, M. Eriksen, Shaffer Smith               | Stargate, Ne-Yo                  | 4:44    |  |
| 10.            | "We Gon' Fight"                       | Durrell Babbs, Antonio Dixon                                                       | Tank                             | 4:02    |  |
| 11.            | "Invisible"                           | Tiffany Fred, Steven Russell, The Underdogs                                        | The Underdogs                    | 3:43    |  |
| 12.            | "And I Am Telling You I'm Not Going"  | Tom Eyen, Henry Krieger                                                            | The Underdogs                    | 4:43    |  |
| 13.            | "Jesus Promised Me a Home Over There" |                                                                                    | Warryn Campbell                  | 4:24    |  |
| Duração total: | Duração total:                        | Duração total:                                                                     | Duração total:                   | 52:23   |  |

## Performance comercial
O álbum estreou em segundo lugar na Billboard 200 com mais de 217 mil cópias vendidas nos Estados Unidos. Na segunda semana, o álbum caiu para o quarto lugar, com vendas de 63 mil cópias. De acordo com a RIAA, o álbum vendeu mais de 500 mil cópias no país nas primeiras seis semanas após seu lançamento. Em 7 de novembro de 2008, Hudson recebeu um disco de ouro pelo título. Até 2011, o álbum havia vendido 826 mil cópias.

## Posições e certificações

### Paradas musicais
| Paradas musicais (2008)                       | Melhor posição |
| --------------------------------------------- | -------------- |
| Austrália - ARIA Charts                       | 73             |
| Irlanda - Irish Albums Chart                  | 46             |
| Itália - FIMI                                 | 75             |
| Japão - Oricon                                | 27             |
| Reino Unido - UK Albums Chart                 | 21             |
| Estados Unidos - Billboard 200                | 2              |
| Estados Unidos - Billboard R&B/Hip-Hop Albums | 2              |

### Certificações
| Região                | Certificação | Vendas   |
| --------------------- | ------------ | -------- |
| Estados Unidos (RIAA) | Ouro         | 500.000+ |
| Reino Unido (BPI)     | Ouro         | 100.000+ |